# Halapua Falepapalangi
Halapua Falepapalangi (17 de novembro de 1978) é um futebolista tonganês que atua como meio-campista. Joga desde 2014 pelo Veitongo FC, além de ter jogado 4 vezes pela seleção nacional, em 2001.

## Carreira
Halapua jogou a maior parte de sua carreira no Maʻufanga, entre 1998 e 2014, quando assinou com o Veitongo FC, onde atua juntamente com seu filho, Tuiakaetau, que também joga no meio-campo e integra a equipe Sub-17 de Tonga.
Com a participação do Veitongo na Liga dos Campeões da OFC de 2017, os dois atletas entraram para a história como a primeira dupla pai-filho a disputar a competição. Dois anos depois, em 2019, Halapua e Tuiakaetau Falepapalangi se tornaram a primeira dupla pai-filho a marcar gols em um mesmo jogo numa competição continental na história do futebol de campo.